# Старошахово
Староша́хово (рос. Старошахово, башк. Иҫке Шах) — село у складі Єрмекеєвського району Башкортостану, Росія. Входить до складу Усман-Ташлинської сільської ради.
Населення — 419 осіб (2010; 426 в 2002).
Національний склад:
- башкири — 83 %